# Rebecca Blank
Rebecca Margaret Blank (Columbia, 19 settembre 1955 – Fitchburg, 17 febbraio 2023) è stata una politica ed economista statunitense, due volte segretario al Commercio ad interim durante l'amministrazione Obama.

## Biografia
Originaria del Missouri, la Blank si laureò in economia all'Università del Minnesota e intraprese poi la carriera accademica, lavorando alla Princeton e alla Northwestern University.
Fra il 1997 e il 1999 la Blank fu una dei tre membri del Consiglio dei Consulenti Economici, essendo stata scelta per l'incarico dall'allora Presidente Clinton.
Circa dieci anni dopo, la Blank tornò a ricoprire un incarico governativo quando venne nominata sottosegretario al Commercio da Barack Obama. Due anni più tardi fu nominata vicesegretario ad interim e nell'agosto dello stesso anno si ritrovò a dover svolgere le funzioni di segretario al Commercio dopo le dimissioni di Gary Locke. A ottobre Obama nominò il segretario ufficiale John Bryson, ma meno di un anno dopo l'uomo dovette dimettersi per problemi di salute e la Blank (che nel frattempo era stata nominata vicesegretario effettivo) si trovò nuovamente a dover rivestire l'incarico di segretario.
Nel febbraio del 2013 la Blank rassegnò le proprie dimissioni da segretario per accettare l'incarico di cancelliere all'Università del Wisconsin-Madison.
Morì il 17 febbraio 2023 all'età di 67 anni dopo una dura lotta contro un tumore al pancreas.